# Heliobacterium undosum
Heliobacterium undosum è una specie di batterio appartenente alla famiglia delle Heliobacteriaceae.